# NGC 4426
NGC 4426 في الفهرس العام الجديد، هو نجم متعدد، يقع في كوكبة الهلبة. بواسطة هاينريش لويس دريست .

## روابط خارجية
- NGC 4426 على موقع ويكي سكاي: DSS2, SDSS, GALEX, IRAS, Hydrogen α, X-Ray, Astrophoto, Sky Map, Articles and images